# استهزاء
الاستهزاء هو الإهانة أو الاستفزاز لشّخص. في بعض الأحيان فقط سخرية، ولكن في كثير من الأحيان عن طريق صنع الكاريكاتير. يمكن أن تتم السخرية بطريقة خفيفة ولطيفة، ولكن يمكن أيضًا أن تكون قاسية وكريهة. ويمكن العثور على أمثلة على السخرية في الأدب والفنون.
وقال ابن تيمية: (الاستهزاء هو: السخرية؛ وهو حمل الأقوال والأفعال على الهزل واللعب لا على الجد والحقيقة، فالذي يسخر بالناس هو الذي يذم صفاتهم وأفعالهم ذمًّا يخرجها عن درجة الاعتبار، كما سخروا بالمطوِّعين من المؤمنين في الصدقات.

## الفرق بين الاستهزاء والسخرية
(أن الإنسان يستهزأ به من غير أن يسبق منه فعل يستهزأ به من أجله.
والسخر: يدل على وجود فعل يسبق من المسخور منه..).

## الفرق بين المزاح والاستهزاء أو السخرية
(أن المزاح لا يقتضي تحقير من يمازحه ولا اعتقاد ذلك، ألا ترى أن التابع يمازح المتبوع من الرؤساء والملوك ولا يقتضي ذلك تحقيرهم، ولا اعتقاد تحقيرهم، ولكن يقتضي الاستئناس بهم، والاستهزاء: يقتضي تحقير المستهزأ به واعتقاد تحقيره).

## ذم السخرية والاستهزاء في الشرع

### النهي عن السخرية والاستهزاء وذمُّهما في القرآن الكريم
- قال تعالى (في سورة الحجرات):  ﴿يَا أَيُّهَا الَّذِينَ آمَنُوا لَا يَسْخَرْ قَوْمٌ مِنْ قَوْمٍ عَسَى أَنْ يَكُونُوا خَيْرًا مِنْهُمْ وَلَا نِسَاءٌ مِنْ نِسَاءٍ عَسَى أَنْ يَكُنَّ خَيْرًا مِنْهُنَّ وَلَا تَلْمِزُوا أَنْفُسَكُمْ وَلَا تَنَابَزُوا بِالْأَلْقَابِ بِئْسَ الِاسْمُ الْفُسُوقُ بَعْدَ الْإِيمَانِ وَمَنْ لَمْ يَتُبْ فَأُولَئِكَ هُمُ الظَّالِمُونَ ۝١١﴾ [الحجرات:11]

قال ابن جرير: (إنَّ الله عمَّ بنهيه المؤمنين عن أن يسخر بعضهم من بعض جميع معاني السخرية، فلا يحلُّ لمؤمن أن يسخر من مؤمن لا لفقره، ولا لذنب ركبه، ولا لغير ذلك).
- وقال تعالى (في سورة التوبة):  ﴿الَّذِينَ يَلْمِزُونَ الْمُطَّوِّعِينَ مِنَ الْمُؤْمِنِينَ فِي الصَّدَقَاتِ وَالَّذِينَ لَا يَجِدُونَ إِلَّا جُهْدَهُمْ فَيَسْخَرُونَ مِنْهُمْ سَخِرَ اللَّهُ مِنْهُمْ وَلَهُمْ عَذَابٌ أَلِيمٌ ۝٧٩﴾ [التوبة:79]

- وقال سبحانه (في سورة الهمزة): ﴿وَيْلٌ لِكُلِّ هُمَزَةٍ لُمَزَةٍ ۝١ الَّذِي جَمَعَ مَالًا وَعَدَّدَهُ ۝٢ يَحْسَبُ أَنَّ مَالَهُ أَخْلَدَهُ ۝٣ كَلَّا لَيُنْبَذَنَّ فِي الْحُطَمَةِ ۝٤﴾ [الهمزة:1–4]

(وَيْلٌ أي: وعيد، ووبال، وشدة عذاب لِّكُلِّ هُمَزَةٍ لُّمَزَةٍ الذي يهمز الناس بفعله، ويلمزهم بقوله، فالهماز: الذي يعيب الناس، ويطعن عليهم بالإشارة والفعل، واللماز: الذي يعيبهم بقوله).
(ولقد سجل القرآن الكريم عاقبة الساخرين والمستهزئين من المؤمنين، وأخبر بانعكاس الوضعية يوم القيامة بصورة يصبح الساخرون موضع سخرية واستهزاء من طرف عباده المستضعفين في هذه الدنيا، قال الحق سبحانه: 
- وقوله تعالى:  ﴿أَنْ تَقُولَ نَفْسٌ يَا حَسْرَتَا عَلَى مَا فَرَّطْتُ فِي جَنْبِ اللَّهِ وَإِنْ كُنْتُ لَمِنَ السَّاخِرِينَ ۝٥٦﴾ [الزمر:56]

قال ابن كثير: (قوله: «وَإِن كُنتُ لَمِنَ السَّاخِرِينَ» أي: إنما كان عملي في الدنيا عمل ساخر مستهزئ غير موقن مصدق).

### ذمُّ السخرية والاستهزاء والنهي عنهما في السنة النبوية
في المشكاة: لقد قلت كلمة لو مزج بها البحر لمزجته. قال القاري: أي غلبته وغيرته. قال القاضي: المزج الخلط والتغيير بضم غيره إليه).
وقوله: ((ما أحب أني حكيت إنسانًا)): (أي فعلت مثل فعله أو قلت مثل قوله منقصًا له يقال حكاه وحاكاه، قال الطِّيبي: وأكثر ما تستعمل المحاكاة في القبيح ((وأن لي كذا وكذا)) أي لو أعطيت كذا وكذا من الدنيا أي شيئًا كثيرًا منها بسبب ذلك، فهي جملة حالية واردة على التعميم والمبالغة، قال النووي: من الغيبة المحرمة المحاكاة بأن يمشي متعارجًا أو مطاطيًا رأسه، أو غير ذلك من الهيئات).
 واختلف في ماهية ذلك المنكر.
روي عن وعن أبي هريرة أن رسول اللّه ﷺ قال: 
| استهزاء | ((لا تحاسدوا، ولا تناجشوا، ولا تباغضوا، ولا تدابروا، ولا يبع بعضكم على بيع بعض، وكونوا عباد الله إخوانًا، المسلم أخو المسلم، لا يظلمه ولا يخذله، ولا يحقره التقوى هاهنا)) ويشير إلى صدره ثلاث مرات ((بحسب امرئ من الشر أن يحقر أخاه المسلم، كل المسلم على المسلم حرام، دمه، وماله، وعرضه)). | استهزاء |

قوله ﷺ: «بحسب امرئ من الشر أن يحقر أخاه المسلم» (يعني يكفي المؤمن من الشرِّ أن يحقر أخاه المسلم، وهذا تعظيم لاحتقار المسلم، وأنه شرٌّ عظيم، لو لم يأت الإنسان من الشر إلا هذا؛ لكان كافيًا، فلا تحقرن أخاك المسلم، لا في خلقته، ولا في ثيابه، ولا في كلامه، ولا في خلقه، ولا غير ذلك، أخوك المسلم حقه عليك عظيم، فعليك أن تحترمه وأن توقره، وأما احتقاره فإنه محرم، ولا يحل لك أن تحتقره، وكذلك حديث ابن مسعود وحديث جندب بن عبد الله رضي الله عنهما كلاهما يدل على تحريم احتقار المسلم، وأنه لا يحل له).

## أقوال السلف والعلماء في السخرية والاستهزاء
- عن عبد الله بن مسعود قال: (لو سخرت من كلب، لخشيت أن أكون كلبًا، وإني لأكره أن أرى الرجل فارغًا؛ ليس في عمل آخرة ولا دنيا).
- وقال أبو موسى الأشعري: (لو رأيت رجلًا يرضع شاة في الطريق فسخرت منه، خفت أن لا أموت حتى أرضعها).
- وعن الأسود، قال: كنا عند عائشة فسقط فسطاط على إنسان فضحكوا، فقالت عائشة: لا سخر، سمعت رسول الله صلى الله عليه وسلم يقول: ((ما من مسلم يشاك شوكة فما فوقها إلا رفعه الله بها درجة، وحط عنه بها خطيئة)).
- وقال إبراهيم النخعي: (إني لأرى الشيء أكرهه؛ فما يمنعني أن أتكلم فيه إلا مخافة أن أبتلى بمثله).
- وقال عمرو بن شرحبيل: (لو رأيت رجلًا يرضع عنزًا فسخرت منه، خشيت أن أكون مثله).
- وقال يحيي بن معاذ: (ليكن حظ المؤمن منك ثلاثًا: إن لم تنفعه فلا تضره، وإن لم تفرحه فلا تغمه، وإن لم تمدحه فلا تذمه).
- وقال القرطبي: (من لقب أخاه أو سخر منه فهو فاسق).
- وقال السفاريني: (إن كل من افتخر على إخوانه واحتقر أحدًا من أقرانه وأخدانه أو سخر أو استهزأ بأحد من المؤمنين، فقد باء بالإثم والوزر المبين).
- وقال ابن حجر الهيتمي: (لا تحتقر غيرك عسى أن يكون عند الله خيرًا منك، وأفضل وأقرب).

## بعض صور السخرية
1- السخرية من الشكل:

وقد حرمها الدين الحنيف في عدة مواضع. وهي من خلق الله، فهذه سخرية من فعل الله، وليس من الإنسان، فقد قال تعالى(في سورة آل عمران) : 
وقال رجلٌ لآخر: «يا قبيحَ الوجه! فقال: ما كان خَلْقُ وجهي إليَّ فأُحسنه»؛  فذمُّ الإنسانِ لخلقتِه هو ذمٌّ لخالقه، فمَن ذمَّ صنعةً، فقد ذمَّ صانعَها، وقد جاء في الحديث الذي أخرجه الإمام أحمد، وفيه أن النبي صلى الله عليه وسلم قال: ((كلُّ خَلْق الله عزَّ وجلَّ حسن)).
عن عائشة، قالت: ((حكيت للنبي صلى الله عليه وسلم رجلًا فقال: ما يسرني أني حكيت رجلًا وأن لي كذا وكذا، قالت: فقلت: يا رسول الله، إن صفية امرأة، وقالت بيدها هكذا، كأنها تعني قصيرة، فقال: لقد مزجت بكلمة لو مزجت بها ماء البحر لمزج)) وفي لفظ لأبي داود: ((فقال: لقد قلت كلمة لو مزجت بماء البحر لمزجته، قالت: وحكيت له إنسانًا. فقال: ما أحب أني حكيت إنسانًا وأنَّ لي كذا وكذا)).
2- السخرية من الفقر:

فالرزق بيد الله، فلا يحل السخرية من شخصٍ لفقرٍ أصابه. قال تعالى (في سورة الرعد): 

وقال أيضًا (في سورة سبأ): ﴿قُلْ إِنَّ رَبِّي يَبْسُطُ الرِّزْقَ لِمَنْ يَشَاءُ مِنْ عِبَادِهِ وَيَقْدِرُ لَهُ وَمَا أَنْفَقْتُمْ مِنْ شَيْءٍ فَهُوَ يُخْلِفُهُ وَهُوَ خَيْرُ الرَّازِقِينَ ۝٣٩﴾ [سبأ:39]،  
قال ابن سيرين رحمه الله: «عَيَّرتُ رجلاً، وقلتُ: يا مفلِس، فأفلستُ بعد أربعين سنة».

فالمنزلة عند الله بالعمل الصالح، وليس بالغنى أو الشكل.  
3- السخرية من شخص لمعصية ارتكبها من قبل:
وهذا مما قد يدفع المرء للعودة للمعصية، فيحسبها جزءًا منه.
قال النبي صلى الله عليه وسلم: ((مَن عيَّر أخاه بذنبٍ [قد تاب منه]، لم يَمُت حتى يعمَله)).
5- السخرية من آيات الله أو من رسول الله:

قال تعالى (في سورة التوبة): 
6- السخرية من المؤمنين، أو السخرية من الأعمال الصالحة.

قال تعالى (في سورة التوبة أيضاً): 

## أسباب السخرية[31]
1- الكِبْرُ:
قال رسول الله صلى الله عليه وسلم: (( الكِبْر بطرُ الحقِّ وغمطُ الناس )).
2- الرغبة بتحطيم مكانة الآخرين.
3- التسلية والضحك على حساب آلام الآخرين.
4- الاستهانة بأقوال الآخرين وأعمالهم، أو خلقتهم، أو طبائعهم، أو أسرهم، أو أنسابهم، إلى غير ذلك.
5- الفراغ وحب إضحاك الآخرين.

## آثار السخرية[33]
- يقول عبدالله بن المبارك رحمه الله: «مَن استخفَّ بالعلماء ذهبَت آخرتُه، ومَن استخفَّ بالأمراء ذهبَت دنياه، ومَن استخفَّ بالإخوان ذهبَت مروءتُه».[34]

1- السخرية والاستهزاء تقطع الروابط الاجتماعية القائمة على الأخوة، والتواد، والتراحم.
2- تبذر بذور العداوة والبغضاء، وتورث الأحقاد والأضغان.
3- تولد الرغبة بالانتقام.
4- أنَّ ضرر استهزائهم بالمؤمنين راجع إليهم.
5- حصول الهوان والحقارة للمستهزئ.
6- المستهزئ يعرض نفسه لغضب الله، وعذابه.
7- ضياع الحسنات يوم القيامة.
8- تولد الشعور بالانتقام.
9- السخرية نذير شؤم للساخرين، فقد كان الغرق عاقبة قوم نوح الذين كفروا بالله وسخروا من نوح.
10- السخرية تفقد الساخر الوقار، وتسقط عنه المروءة.
11- الساخر يظلم نفسه بتحقير من وقره الله عز وجل، واستصغار من عظمه الله.
12- السخرية تميت القلب، وتورثه الغفلة؛ حتى إذا كان يوم القيامة ندم الساخر على ما قدمت يداه، ولات ساعة مندم:  ﴿أَنْ تَقُولَ نَفْسٌ يَا حَسْرَتَا عَلَى مَا فَرَّطْتُ فِي جَنْبِ اللَّهِ وَإِنْ كُنْتُ لَمِنَ السَّاخِرِينَ ۝٥٦﴾ [الزمر:56]
13- السخرية من سمات الكفار والمنافقين، وقد نهينا عن التشبه بهم.
14- الساخر متعرض للعقوبة في الدار العاجلة أيضًا، بأن يحدث له مثل ما حدث للمسخور منه.
15- بعد الناس عن المستهزئ لخوفهم منه، وعدم سلامتهم منه.
16- يصرف عن قبول الحق، واستماع النصح.

## حكم السخرية في الشرع
- حكم الاستهزاء بالله وآياته ورسوله:

الاستهزاء بالله وآياته ورسوله كفر، يخرج صاحبه من الملة، قال تعالى: ﴿يَحْذَرُ الْمُنَافِقُونَ أَنْ تُنَزَّلَ عَلَيْهِمْ سُورَةٌ تُنَبِّئُهُمْ بِمَا فِي قُلُوبِهِمْ قُلِ اسْتَهْزِئُوا إِنَّ اللَّهَ مُخْرِجٌ مَا تَحْذَرُونَ ۝٦٤ وَلَئِنْ سَأَلْتَهُمْ لَيَقُولُنَّ إِنَّمَا كُنَّا نَخُوضُ وَنَلْعَبُ قُلْ أَبِاللَّهِ وَآيَاتِهِ وَرَسُولِهِ كُنْتُمْ تَسْتَهْزِئُونَ ۝٦٥ لَا تَعْتَذِرُوا قَدْ كَفَرْتُمْ بَعْدَ إِيمَانِكُمْ إِنْ نَعْفُ عَنْ طَائِفَةٍ مِنْكُمْ نُعَذِّبْ طَائِفَةً بِأَنَّهُمْ كَانُوا مُجْرِمِينَ ۝٦٦﴾ [التوبة:64–66]
قال ابن تيمية: (وهذا نصٌّ في أنَّ الاستهزاء بالله وآياته ورسوله كفر).
ويقول الفخر الرازي في تفسيره: (إنَّ الاستهزاء بالدين كيف كان كفر بالله، وذلك لأنَّ الاستهزاء يدلُّ على الاستخفاف، والعمدة الكبرى في الإيمان).
ويقول السعدي: (إن الاستهزاء بالله ورسوله كفر يخرج عن الدين؛ لأن أصل الدين مبني على تعظيم الله، وتعظيم دينه ورسله، والاستهزاء بشيء من ذلك منافٍ لهذا الأصل، ومناقض له أشد المناقضة).
- حكم الاستهزاء بالمؤمنين:

الاستهزاء بالمؤمنين له حالتان:
الحالة الأولى: الاستهزاء والسخرية بالمؤمنين بخَلقهم أو خُلقهم، وهو محرم بالإجماع، قال ابن حجر الهيتمي: (وقد قام الإجماع على تحريم ذلك).
الحالة الثانية: الاستهزاء بالمؤمنين بسبب تمسكهم بالإسلام، وهذا يراعى فيه أمران:
الأمر الأول: أن يكون المستهزئ جاهلًا بأن ما يستهزئ به من الشريعة الإسلامية.
الأمر الثاني: ألا يقصد المستهزئ باستهزائه ما يقوم به المسلم من الطاعات.
فإذا انتفى هذان الأمران، وقصد الاستهزاء بالمسلم بسبب تمسكه بالدين فهذا حكمه الردة عن الإسلام.
وقد جاء في فتوى اللجنة الدائمة ما يلي: (سب الدين والاستهزاء بشيء من القرآن والسنة، والاستهزاء بالمتمسك بهما نظرًا لما تمسك به، كإعفاء اللحية وتحجب المسلمة -هذا كفر إذا صدر من مكلف، وينبغي أن يبين له أن هذا كفر، فإن أصر بعد العلم فهو كافر، قال الله تعالى:  ﴿وَلَئِنْ سَأَلْتَهُمْ لَيَقُولُنَّ إِنَّمَا كُنَّا نَخُوضُ وَنَلْعَبُ قُلْ أَبِاللَّهِ وَآيَاتِهِ وَرَسُولِهِ كُنْتُمْ تَسْتَهْزِئُونَ ۝٦٥﴾ [التوبة:65] ، ((لاَ تَعْتَذِرُواْ قَدْ كَفَرْتُم بَعْدَ إِيمَانِكُمْ))) .
الحالة الثالثة: وسخرية الإنسان ممن يَسخر منه فهي فجائزة، وهذا من العدل؛ لأنه يقابل السخرية بمثلها، ومع ذلك فتركها أولى، قال الله تعالى: ﴿وَإِنْ عَاقَبْتُمْ فَعَاقِبُوا بِمِثْلِ مَا عُوقِبْتُمْ بِهِ وَلَئِنْ صَبَرْتُمْ لَهُوَ خَيْرٌ لِلصَّابِرِينَ ۝١٢٦﴾ [النحل:126]
وقال تعالى: ﴿وَجَزَاءُ سَيِّئَةٍ سَيِّئَةٌ مِثْلُهَا فَمَنْ عَفَا وَأَصْلَحَ فَأَجْرُهُ عَلَى اللَّهِ إِنَّهُ لَا يُحِبُّ الظَّالِمِينَ ۝٤٠﴾ [الشورى:40]
وذكر الله عن نوح وقومه: ﴿وَيَصْنَعُ الْفُلْكَ وَكُلَّمَا مَرَّ عَلَيْهِ مَلَأٌ مِنْ قَوْمِهِ سَخِرُوا مِنْهُ قَالَ إِنْ تَسْخَرُوا مِنَّا فَإِنَّا نَسْخَرُ مِنْكُمْ كَمَا تَسْخَرُونَ ۝٣٨﴾ [هود:38]. فقابل نوح عليه السلام والمؤمنون معه سخرية الكفار منهم بسخرية.
وقد أخبرنا الله عز وجل أنَّه يسخر من المنافقين، مقابلة لسخريتهم ومجازاة عليها، فقال تعالى:  ﴿الَّذِينَ يَلْمِزُونَ الْمُطَّوِّعِينَ مِنَ الْمُؤْمِنِينَ فِي الصَّدَقَاتِ وَالَّذِينَ لَا يَجِدُونَ إِلَّا جُهْدَهُمْ فَيَسْخَرُونَ مِنْهُمْ سَخِرَ اللَّهُ مِنْهُمْ وَلَهُمْ عَذَابٌ أَلِيمٌ ۝٧٩﴾ [التوبة:79]